# Gisela Kretzschmar
Gisela Kretzschmar (* um 1930) ist eine ehemalige deutsche Schauspielerin.

## Leben
Gisela Kretzschmar absolvierte von 1947 bis 1950 ihre Schauspielausbildung an der Theaterhochschule „Hans Otto“ Leipzig; zu ihrem Jahrgang gehörten lediglich noch Manfred Borges und Margot Seltmann.
Neben ihrer Arbeit als Theaterschauspielerin war Kretzschmar auch zwei Mal auf der Kinoleinwand zu sehen. Ihr Filmdebüt gab sie 1954 in dem Spielfilm Ernst Thälmann – Sohn seiner Klasse, wo sie die Rolle einer jungen Arbeiterin aus Dresden spielte. 1956 verkörperte sie in dem DEFA-Märchenfilm Das tapfere Schneiderlein die hochmütige Prinzessin Liebreich, eine der Hauptrollen im Film, an der Seite von Kurt Schmidtchen, Horst Drinda und Christel Bodenstein. Nach diesem Film brach sie ihre Schauspielkarriere beim Film ab und zog sich später nach Jahren auf der Theaterbühne in das Privatleben zurück.

## Filmografie
- 1954: Ernst Thälmann – Sohn seiner Klasse
- 1956: Das tapfere Schneiderlein